# Antes do Baile Verde
Antes do Baile Verde é uma obra de contos brasileira escrita por Lygia Fagundes Telles e publicada originalmente pela Editora Bloch em 1970. É considerada uma das publicações mais relevantes da autora, a qual iniciou a consagração de sua carreira na década de 1970. O livro agrupa contos contemporâneos realistas de caráter intimista, refletindo características da terceira geração modernista e do Concretismo.
Composto por dezoito contos, escritos entre 1949 e 1969, o livro trata de temas como o adultério, a insatisfação conjugal, a loucura e a desmistificação dos papéis familiares, com personagens oriundas de famílias urbanas brasileiras de classe média que escondem dramas e conflitos. Antes do Baile Verde foi distribuída na gestão de Emílio Garrastazu Médici, durante a ditadura militar, e, logo após sua publicação, conseguiu o Grande Prêmio Internacional Feminino para Contos Estrangeiros.
A obra contista consolidou a carreira da escritora, rendendo-lhe o Prêmio Guimarães Rosa em 1972 e o Prêmio Coelho Neto em 1973. Além desta, outros contos de Lygia lhe possibilitaram ser escolhida para a cadeira de número dezesseis da Academia Brasileira de Letras, fundada por Machado de Assis. Em 1993, O Moço do Saxofone, um dos contos de Antes do Baile Verde, foi adaptado para a televisão em um episódio da série Retrato de Mulher.

## Antecedentes e contexto

### Âmbito literário

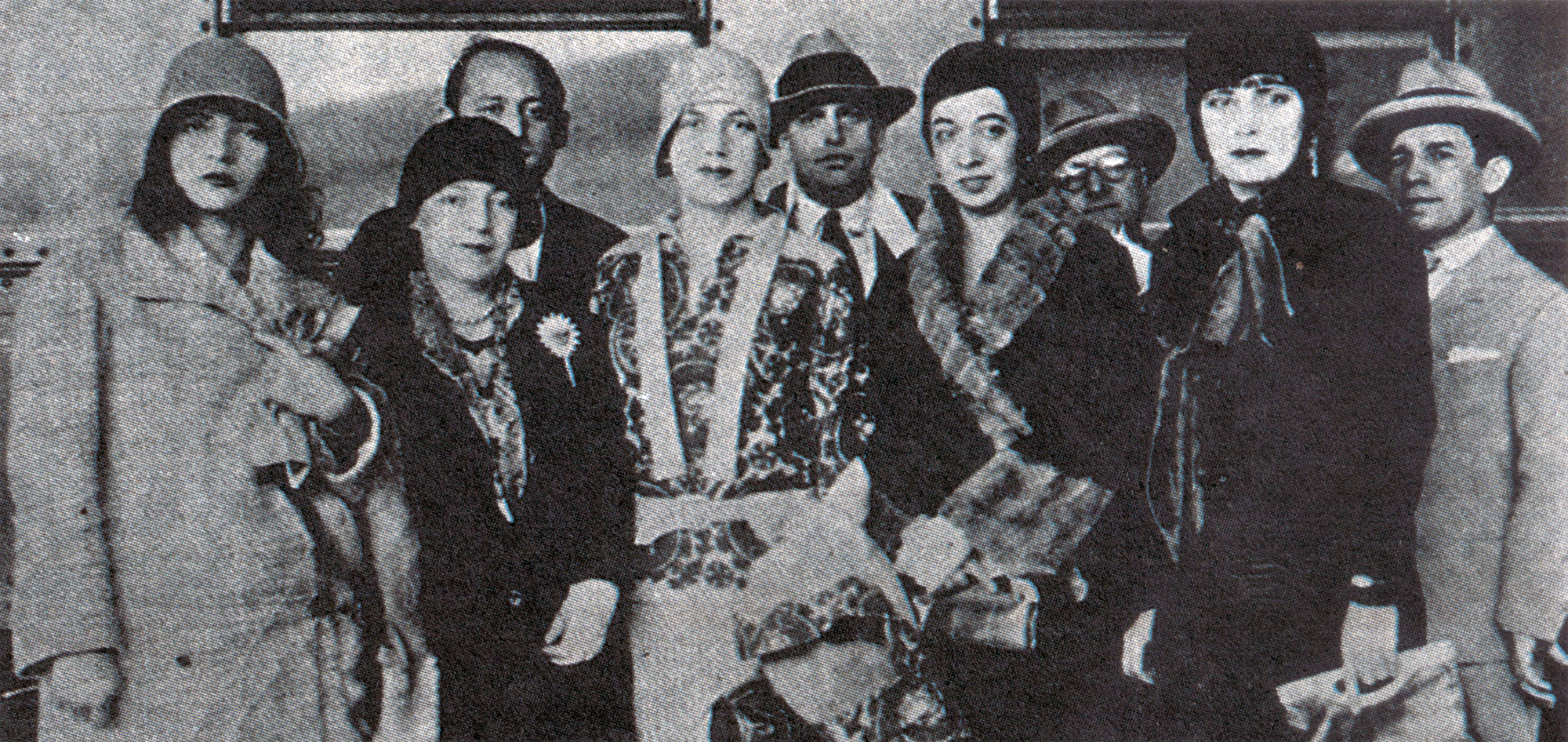
Principais expoentes da Semana de Arte Moderna (1922).

O Modernismo no Brasil iniciou-se com a Semana de Arte Moderna em 1922. Dentre suas características, observou-se o abandono das perspectivas passadistas e a liberdade formal, aproximando a fala da escrita, ainda na primeira geração, na qual se destacaram Oswald de Andrade, Mário de Andrade e Manuel Bandeira. A preocupação existencial do homem no mundo e suas relações sociais conquistaram espaço na produção literária brasileira, nítidos na segunda fase modernista, na qual Carlos Drummond de Andrade, Vinicius de Moraes, Cecília Meireles, Graciliano Ramos, Jorge Amado e Rachel de Queiroz, por exemplo, refletiam sobre o contexto sociopolítico da época.
O cenário sociopolítico provocou uma mudança ainda mais explícita na literatura a partir de 1945, quando se iniciou a terceira geração. Nesta, João Cabral de Melo Neto publicou Morte e vida severina, uma obra poética que estabelece uma crítica à concentração fundiária. Na poesia, ainda se destacou o Concretismo, movimento artístico que rompeu com o lirismo e passou a estender a significação dos poemas à disposição tipográfica das palavras. Décio Pignatari e os irmãos Augusto de Campos e Haroldo de Campos foram alguns dos expoentes dessa vertente.
Ferreira Gullar também participou do movimento concretista, mas ampliou os sentidos dos poemas por meio de uma exposição engajada em seus textos. Na mesma época, Guimarães Rosa escreveu Grande Sertão: Veredas, obra que dá voz ao sertanejo e descreve, em monólogo, a longa travessia de jagunços por Minas Gerais, Goiás e Bahia. Outra escritora pós-moderna, Clarice Lispector, expôs uma estrutura recorrente às suas prosas, que viria a conduzir a produção de contos: uma personagem está em uma condição rotineira e se inquieta com um evento; algum elemento externo a faz retornar à normalidade (epifania) e, com isso, "descobre" sua verdadeira identidade. A poesia intimista, o fluxo de consciência e a introspecção feminina, também usufruídos por Lispector, foram utilizados por Lygia Fagundes Telles em toda a sua carreira literária.

### Âmbito social

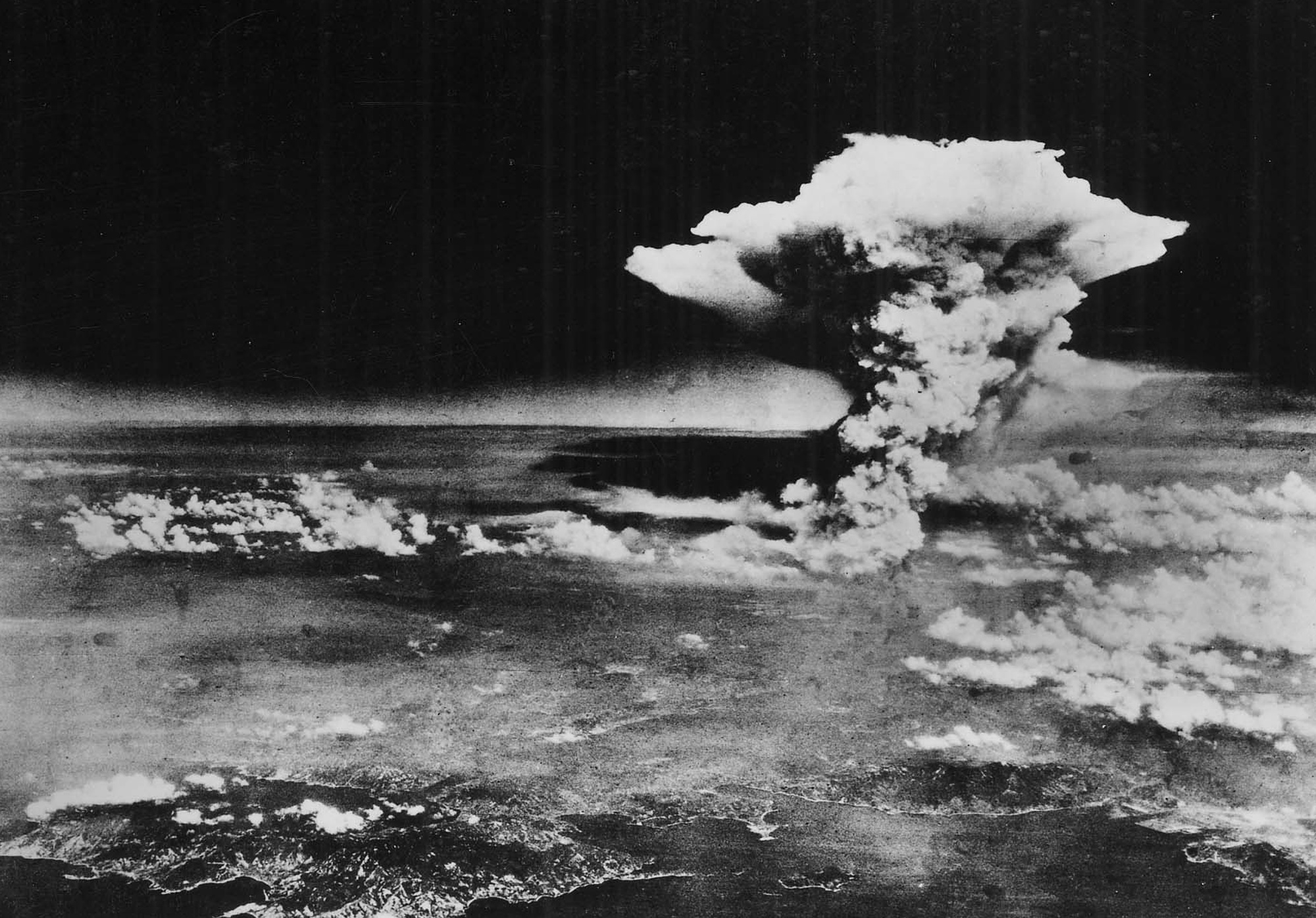
Nuvem atômica de Hiroshima. Na literatura, repercutiu-se o poema Rosa de Hiroshima, de Vinicius de Moraes.

Após o fim da Segunda Guerra Mundial (1939—1945), o continente europeu iniciou um processo gradual de reconstrução, em meio à destruição humana. A filosofia existencialista, portanto, se destacou como análise das questões individuais, principalmente com o início da Guerra Fria, a qual dividiu o mundo em dois blocos: capitalista (comandado pelos Estados Unidos) e socialista (liderado pela União Soviética). No Brasil, Getúlio Vargas renunciou em 1945, após quinze anos de governo, e logo Eurico Gaspar Dutra venceu as eleições, iniciando no país uma política desenvolvimentista, ao lado do bloco capitalista. Em 1951, Vargas volta ao poder democraticamente, porém seu mandado não se concluiu por ele cometer suicídio em 1954, diante de escândalos envolvendo seu nome no atentado da rua Tonelero. Em 1955, Juscelino Kubitschek propôs o crescimento industrial acelerado e um consequente crescimento urbano; em 1960, Jânio Quadros foi eleito presidente, mas renunciou após polêmicas com seus planos. Com a renúncia de Quadros, seu vice, João Goulart assumiu o governo e procurou implementar políticas de esquerda.
O cenário cultural refletia as mudanças ocorridas na sociedade, principalmente no deslocamento das pessoas do campo para a cidade. Foi criado o Teatro Brasileiro de Comédia, em São Paulo, o qual revelou inúmeros atores (como Grande Otelo, Dercy Gonçalves e Tônia Carrero); sua repercussão possibilitou o surgimento da Companhia Cinematográfica Vera Cruz, pioneiro na produção cinematográfica brasileira. Ainda no contexto midiático, a televisão, difundida por Assis Chateaubriand em 1950, impressionou a população e modificou a produção artística do país.
O conceito de "pós-modernidade" direcionou o enfoque da arte para as relações humanas e sociais, devido à difusão dos conceitos de classe social, de ideologia e de igualitarismo. Intensificou-se ainda mais uma nova visão literária com a contrarrevolução, solicitada por setores conservadores da Igreja Católica, políticos influentes, latifundiários, burguesia industrial e parte da classe média, por parte das Forças Armadas para retirar Goulart do poder e instaurar o que viria a ser a ditadura militar, iniciada pelo golpe de 1964. Disseminou-se, como resposta à censura ferrenha, a poesia marginal e a prosa intimista-existencialista, entre elas Antes do Baile Verde, de Lygia Fagundes Telles.

## Características

### Estrutura
Antes do Baile Verde não é subdividido em capítulos ou partes menores; apenas são inseridos os dezoito contos. Na edição original, são apresentados respectivamente: Os Objetos, Verde Lagarto Amarelo, Apenas um Saxofone, Helga, O Moço do Saxofone, Antes do Baile Verde, A Caçada, A Chave, Meia-Noite em Xangai, A Janela, Um Chá Bem Forte e Três Xícaras, O Jardim Selvagem, Natal na Barca, A Ceia, Venha Ver o Pôr do Sol, Eu Era Mudo e Só, As Pérolas e O Menino.
Na versão original, ainda é apresentada uma carta escrita por Carlos Drummond de Andrade a Lygia Fagundes Telles em 1966:

Rio de Janeiro, 28 de janeiro de 1966.
Lygia querida:
[...] O livro está perfeito como unidade na variedade, a mão é segura e sabe sugerir a história profunda sob a história aparente. Até mesmo um conto passado na China você consegue fazer funcionar, sem se perder no exotismo ou no jornalístico. Sua grande força me parece estar no psicologismo oculto sob a massa de elementos realistas, assimiláveis por qualquer um. Quem quer a verdade subterrânea das criaturas, que o comportamento social disfarça, encontra-a maravilhosamente captada por trás da estória. Unir as duas faces, superpostas, é arte da melhor. Você consegue isso. Tão diferente da patacoada desses contistas que se celebram a si mesmo nos jornais e revistas e a gente lê e esquece o que eles escreveram! Conto de você fica ressoando na memória, imperativo.
Tchau, amiga querida. Desejo para você umas férias tranquilas, bem virgilianas.

Carta de Carlos Drummond de Andrade.

### Linguagem

O simbolismo da cor verde é recorrente em Antes do Baile Verde. Ora representa vida, ora representa morte. Às vezes, alude à esperança, à inveja e ao dinheiro.

A linguagem de Antes do Baile Verde modifica conforme a temática de cada conto. Em geral, há um tom engajado como denúncia velada à desigualdade social e uma oposição ao regime militar no Brasil; a presença ampla do discurso indireto livre para enfatizar a análise psicológica feita das personagens e o uso de inúmeras figuras de linguagem, como metáfora, personificação e sarcasmo.
A sinestesia é uma das principais figuras de linguagem utilizadas nos contos de Telles: a cor verde é constantemente citada como referência à passagem da vida à morte. As variações linguísticas são também usufruídas como representação das personagens retratadas de acordo com seu nível social e com a situação da comunicação. Outros dois traços marcantes na literatura de Lygia são a ambiguidade e a ironia, também presentes em Ciranda de Pedra (1954) e As Meninas (1973), nas quais a escritora estabelece conflitos internos do homem vivendo em sociedade.

### Estilo e temática
Cronologicamente, Lygia Fagundes Telles se posiciona na geração modernista de 1945, ao lado de Guimarães Rosa, Clarice Lispector, Rubem Braga e Dalton Trevisan; portanto, observa-se influência do fluxo de consciência e da epifania, recursos utilizados por esses escritores. Os contos da autora também refletem o estilo de Edgar Allan Poe, escritor estadunidense de tendência romântica. Além disso, há um grande espaço destinado às figuras femininas em suas obras, tendo como temas recorrentes o ódio, o ciúme e a solidão. A escritora constrói uma perspectiva feminina da realidade e do mundo interior humano. Em geral, suas personagens são seres inquietos e vulneráveis, instrumentos de reflexão psicológica, que se movimentam em aparente espontaneidade, como representação irônica da sociedade.

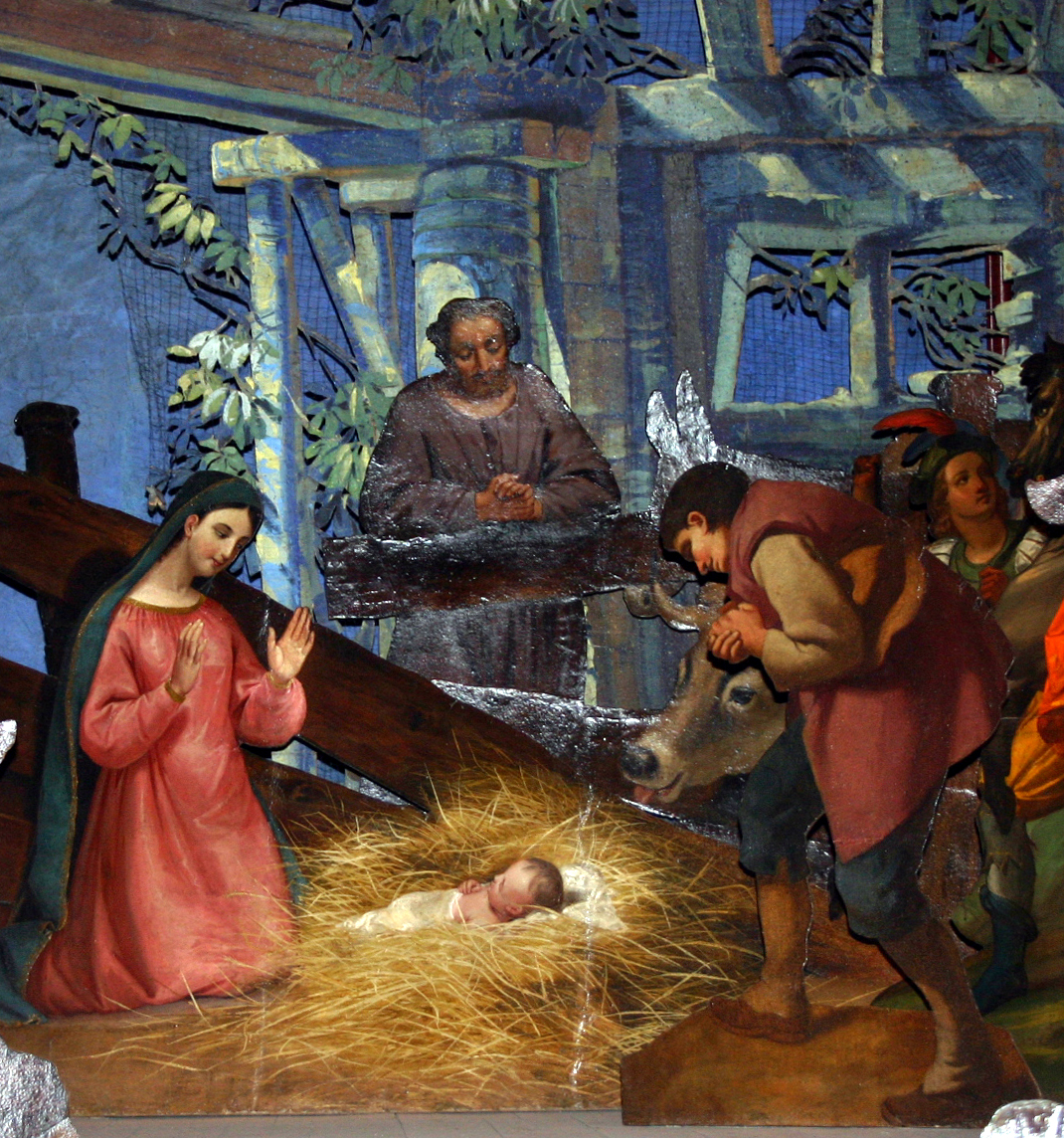
Presépio (1750), por Francesco Londonio. O nascimento de Jesus é metaforizado em Natal na Barca.

O foco de interesse de seus contos não se dirige tanto à ação e à movimentação das personagens, mas sim às questões humanas, questionadas implicitamente com o intuito de explorar os conflitos internos do homem em sociedade. As personalidades mostradas nos textos de Antes do Baile Verde são de caráter intimista de introspecção psicológica e fortemente individualizadas, a fim da construção identitária que produz um efeito real.
Dentre os contos mais repercutidos do livro, Os Objetos expõe um conflito entre um casal com relacionamento desgastado, em que a mulher demonstra desinteresse pelos assuntos do marido, desequilibrado emocionalmente; Apenas um Saxofone conta um monólogo de uma prostituta egoísta que não se esquece de um saxofonista; Antes do Baile Verde mostra o egoísmo de uma filha que prefere ir ao baile a cuidar de seu pai doente; A Caçada expressa uma aventura fantástica de um homem diante de uma tapeçaria; Natal na Barca promove um intertexto bíblico com o nascimento de Jesus e Venha Ver o Pôr do Sol narra um diálogo, em tom de mistério, de ex-namorados que se encontram em um cemitério ao entardecer.
Dos dezoito contos, apenas dois são protagonizados exclusivamente por personagens masculinas: Verde Lagarto Amarelo e A Caçada. Em contrapartida, sete deles são protagonizados exclusivamente por personagens femininas, demonstrando que Lygia direciona seu olhar mais à personalidade da mulher em sociedade. Ainda, quase todas as narrativas apresentam um desfecho sem final explícito.

## Recepção

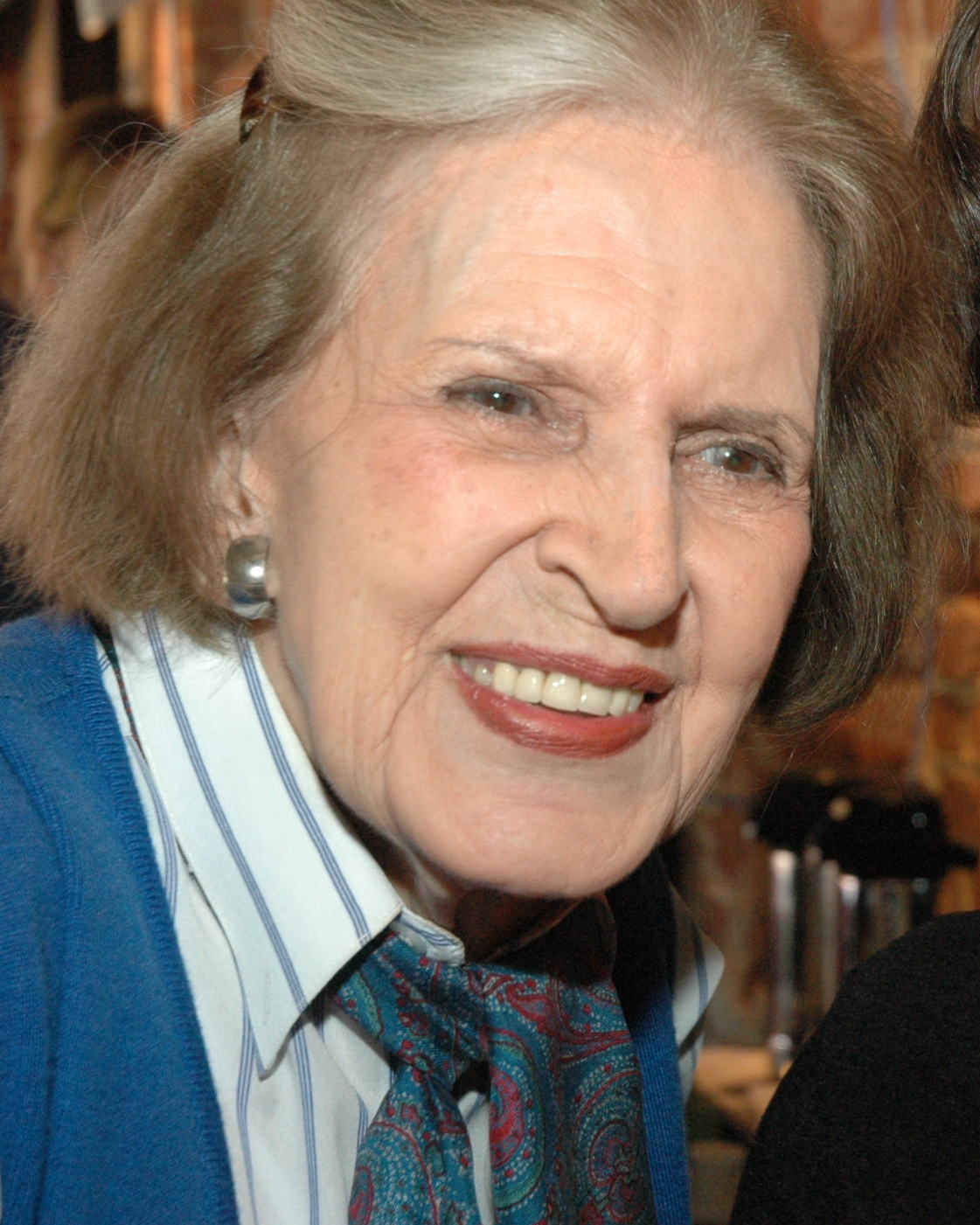
Lygia Fagundes Telles em 2011.

O livro, publicado em 1970, recebeu inúmeras críticas positivas. O escritor Caio Fernando Abreu avaliou, por meio de Antes do Baile Verde, que Lygia Fagundes Telles "[é] basicamente uma contadora de histórias, no melhor e mais vasto significado da expressão". O crítico literário Suênio Campos de Lucena classifica as personagens em três categorias: "personagens que querem esquecer, mas não conseguem; personagens que gostariam de lembrar; e personagens que lembram nostalgicamente;  possível pensar-se, ainda, em uma quarta categoria: aqueles que lembram dolorosamente. A memória da dor e da rejeição é dominante nos textos da escritora que trabalham com essa tensão entre lembrar e esquecer. As personagens, quase sempre desintegradas/corrompidas por relações familiares desgastantes ou pela própria sociedade, vêem-se às voltas com lembranças as quais queriam esquecer, com suas vivências fragmentadas, um passado que atormenta, um rememorar que não cessa".
O professor e ensaísta Silviano Santiago afirma que "uma definição curta e sucinta dos contos de Lygia dirá que a característica mais saliente deles é a dificuldade que têm os seres humanos de estabelecer laços". O revisor e crítico Paulo Rónai também opinou favoravelmente sobre os dezoito contos de Antes do Baile Verde: "essas obras-primas, de tão fremente inquietação íntima e que exalam um desespero tão profundo, ganham a clássica serenidade das formas de arte definitivas". Antonio Candido, professor da Faculdade de Filosofia, Letras e Ciências Humanas da Universidade de São Paulo, ressaltou que "Lygia sempre teve o alto mérito de obter, no romance e no conto, a limpidez adequada a uma visão que penetra e revela, sem recurso a qualquer truque ou traço carregado, na linguagem ou na caracterização".

## Publicações

### Edições
Publicado originalmente na Coleção Estória pela Editora Bloch em 1970, no Rio de Janeiro, Antes do Baile Verde reúne, em 237 páginas, contos escritos por Lygia Fagundes Telles entre 1949 e 1969. Basicamente, as narrativas inscritas no livro foram redigidas em São Paulo e Águas de São Pedro. Logo após seu lançamento, recebeu o Grande Prêmio Internacional Feminino para Estrangeiros, na França.
Outras editoras distribuíram a obra de Lygia mantendo o texto integral: Círculo do Livro em 1971; a Livraria José Olympio Editora em 1983; a Nova Fronteira em 1986; a Editora Rocco em 2008 e a Companhia das Letras em 23 de abril de 2009. Edições posteriores foram publicadas com mudanças adequadas ao Acordo Ortográfico de 1990.

### Em outros países
Antes do Baile Verde foi publicado no idioma original em Portugal pela editora Livros do Brasil. Os contos As Pérolas e A Chave foram traduzidos respectivamente para língua italiana e para língua polonesa, respectivamente, em obras que expõem narrativas brasileiras. Integralmente, o livro foi publicado na França e na República Tcheca, sob o título de Un Thé bien fort et trois tasses e Pred zelenym bálem.
| Ano  | País             | Língua            | Título                              | Tradutor(es)                | Editora                          |
| ---- | ---------------- | ----------------- | ----------------------------------- | --------------------------- | -------------------------------- |
| 1961 | Itália           | Língua italiana   | Le più belle novelle di tutti paesi | Domenico Porzio             | Milão: Aldo Martello             |
| 1971 | Portugal         | Língua portuguesa | Antes do Baile Verde                | —                           | Lisboa: Livros do Brasil         |
| 1977 | Polônia          | Língua polonesa   | Opowiadania brazylijskie            | Janina Klawe                | Cracóvia: Wydawnictwo Literackie |
| 1984 | República Tcheca | Língua tcheca     | Pred zelenym bálem                  | Pavla Lidmilová             | Praga: Odeon                     |
| 1989 | França           | Língua francesa   | Un Thé bien fort et trois tasses    | Maryvonne Lapouge-Petorelli | Paris: Alinea                    |
| 1995 | França           | Língua francesa   | Un Thé bien fort et trois tasses    | Maryvonne Lapouge-Petorelli | Paris: Le serpent à plumes       |

## Adaptações
Um dos contos de Antes do Baile Verde que foi adaptado para o audiovisual foi O Moço do Saxofone, que conta a história de um motorista que se instala em uma pensão, onde se inquieta com a comida indigesta, alguns anões que também se hospedam no local e uma triste canção de saxofone. A protagonista, portanto, busca saber quem é o saxofonista que executa a música. De forte caráter introspectivo, o texto foi encenado no episódio "Era Uma Vez... Valdete", da série Retrato de Mulher, exibida pela Rede Globo em 1993. As Três Mortes de Solano, baseado no conto A caçada, é um longa-metragem dirigido por Roberto Santos e produzido pela Escola de Comunicações e Artes da Universidade de São Paulo.